# Mus triton
Mus triton is een knaagdier uit het geslacht Mus dat voorkomt van Zuid-Ethiopië tot Mozambique. De soort is mogelijk verwant aan Mus mahomet, die ook in Ethiopië voorkomt. Het is een vrij grote soort. Deze soort komt algemeen voor in allerlei habitats, zoals bossen en grasland, zodat er geen bedreiging is voor het voortbestaan van de soort.